# ضهر حدارة
ضهر حدارة هي قرية لبنانية من قرى قضاء عكار في محافظة الشمال. تقع في تجمع للقرى يسمى الهضبات. تبعد 110 كلم من العاصمة بيروت .وترتفع 280م عن سطح البحر والطوائف الموجودة فيها هي سنة وأقليات.

## أبرز العائلات
ابرز العائلات في بلدة ضهر حدّارة: حدّارة، قمز، أسعد، ضناوي، علوش، حروق، مصري، محمد، قطريب، شخيدم، الرميحي، وأحمد.

## أصل الاسم
الجزء الأول من الاسم من السريانية ومعناه الناطور، والجزء الثاني من العربية وهو اسم علم قد يكون نسبة إلى عائلة حدّارة التي تسكن البلدة.

## معالمها
جامع البلدة التاريخي

## طفلة من عائلة حدارة
شاركت الطفلة شيماء حدارة في برنامج صوتك كنز على قناة طيور الجنة و تأهلت للنهائيات ممثلةً للبنان و وصلت إلى المراحل النهائية.
يذكر ان الطفلة شيماء حدارة حصلت على المركز الثالث في النهائيات، قبل كآمنة السامعي من اليمن الثانية، و أمينة كرم من المغرب المتوجة باللقب.